# Luigino de Seborga
El luigino de Seborga (abreviació: SPL) és la moneda local utilitzada al "Principat de Seborga", un micronació situada al municipi de Seborga, a la regió italiana de Ligúria (província d'Imperia), prop de la frontera amb França. El luigino (plural: luigini) és divisible en 100 centesimi (cèntims). A data d'avui no existeixen bitllets. El luiginos circulen en paral·lel als euros pel municipi, però no són reconeguts enlloc fora de Seborga. El seu valor està referenciat al dòlar dels Estats Units, amb un tipus de canvi fix: 1 SPL = 6 USD. Seborga va començar a generar la seva moneda l'any 1994. Més monedes han estat creades al llarg dels anys 1995 i 1996. No obstant això, des d'aleshores no es van encunyar monedes noves.

## Monedes

### Sèrie 1994
| Valor nominal | Diàmetre | Emissió | Metall             | Número de còpia |
| ------------- | -------- | ------- | ------------------ | --------------- |
| 1 Luigino     | 28 mm    | 1994    | Níquel             | 50              |
| 1 Luigino     | 28 mm    | 1994    | Bronze (85% Coure) | 50              |
| 1 Luigino     | 28 mm    | 1994    | Níquel-Argent      | 50              |
| 1 Luigino     | 28 mm    | 1994    | Bronze (90% Coure) | 50              |
| 1 Luigino     | 28 mm    | 1994    | Alumini            | 50              |
| 1 Luigino     | 28 mm    | 1994    | Coure              | 50              |
| 1 Luigino     | 28 mm    | 1994    | Plom               | 50              |
| 1 Luigino     | 28 mm    | 1994    | Acer inoxidable    | 50              |
| 1 Luigino     | 28 mm    | 1994    | Ferro-Níquel       | 50              |
| 1 Luigino     | 28 mm    | 1994    | Acer inoxidable    | 50              |
| 1 Luigino     | 28 mm    | 1994    | Bronze             | 50              |
| 1 Luigino     | 28 mm    | 1994    | .999 Argent        | 50              |
| 1 Luigino     | 28 mm    | 1994    | Níquel-Coure       | 50              |

### Sèrie 1995
| Valor nominal | Diàmetre | Emissió | Metall                                                                                  | Número de còpia |
| ------------- | -------- | ------- | --------------------------------------------------------------------------------------- | --------------- |
| 5 Centesimi   | 19,5 mm  | 1995    | Acer inoxidable                                                                         | Desconegut      |
| 15 Centesimi  | 26 mm    | 1995    | Acer inoxidable                                                                         | Desconegut      |
| 1/2 Luigino   | 30 mm    | 1995    | Construcció bimetàl·lica. Anell exterior bronze, interior d'aliatge de coure-níquel.    | Desconegut      |
| 1/2 Luigino   | 30 mm    | 1995    | Construcció bimetàl·lica. Anell exterior de bronze, interior d'aliatge de coure-níquel. | Desconegut      |
| 1 Luigino     | 28 mm    | 1995    | Bronze                                                                                  | 10700           |
| 1 Luigino     | 28 mm    | 1995    | .999 Argent                                                                             | 150             |
| 7 ½ Luigini   | 37 mm    | 1995    | .999 Argent                                                                             | 1000            |

## Galeria d'imatges

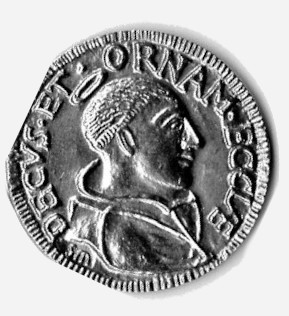
Moneda original del principat abacial de Seborga de 1669
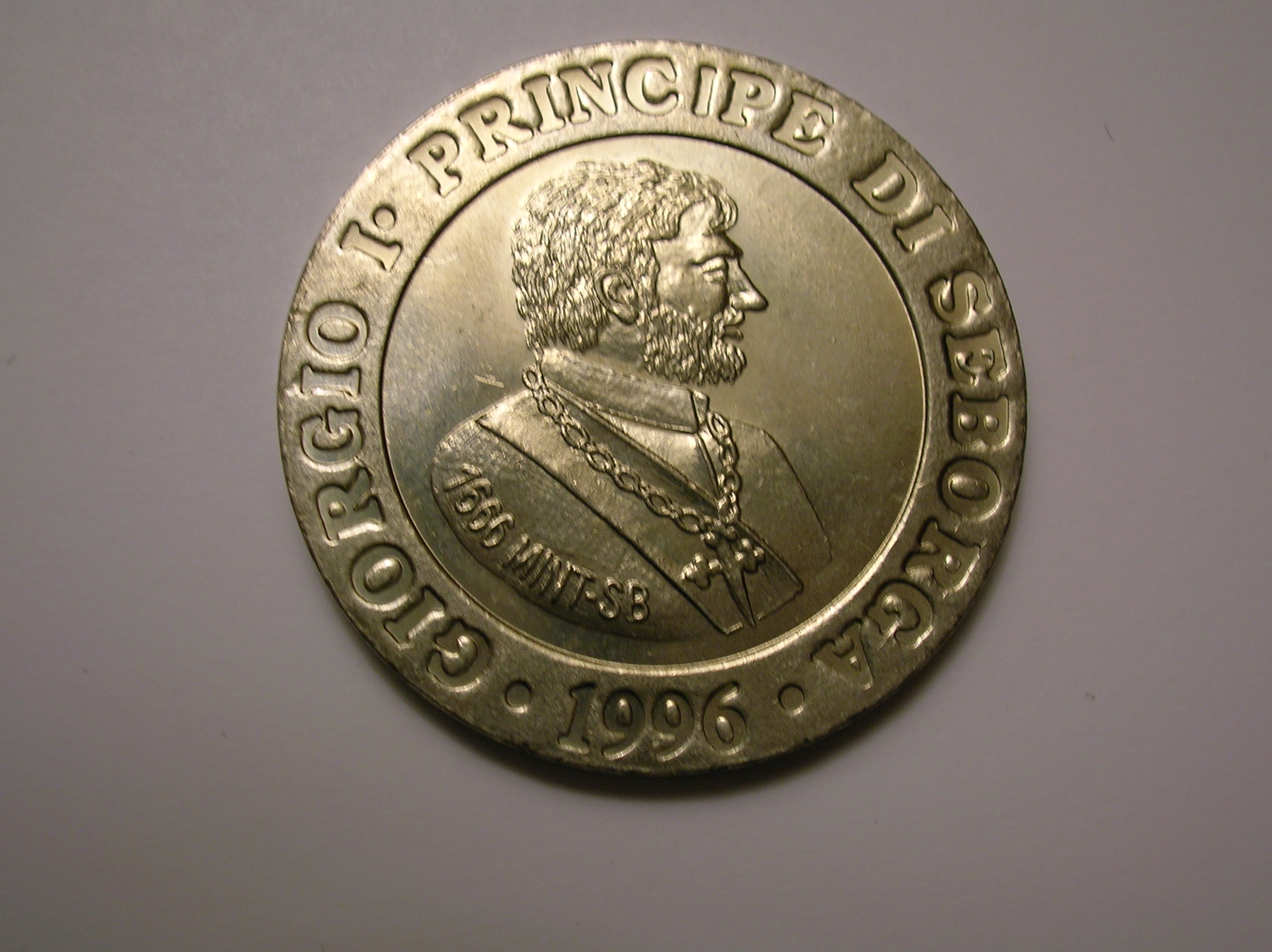
Anvers del luigino de Seborga
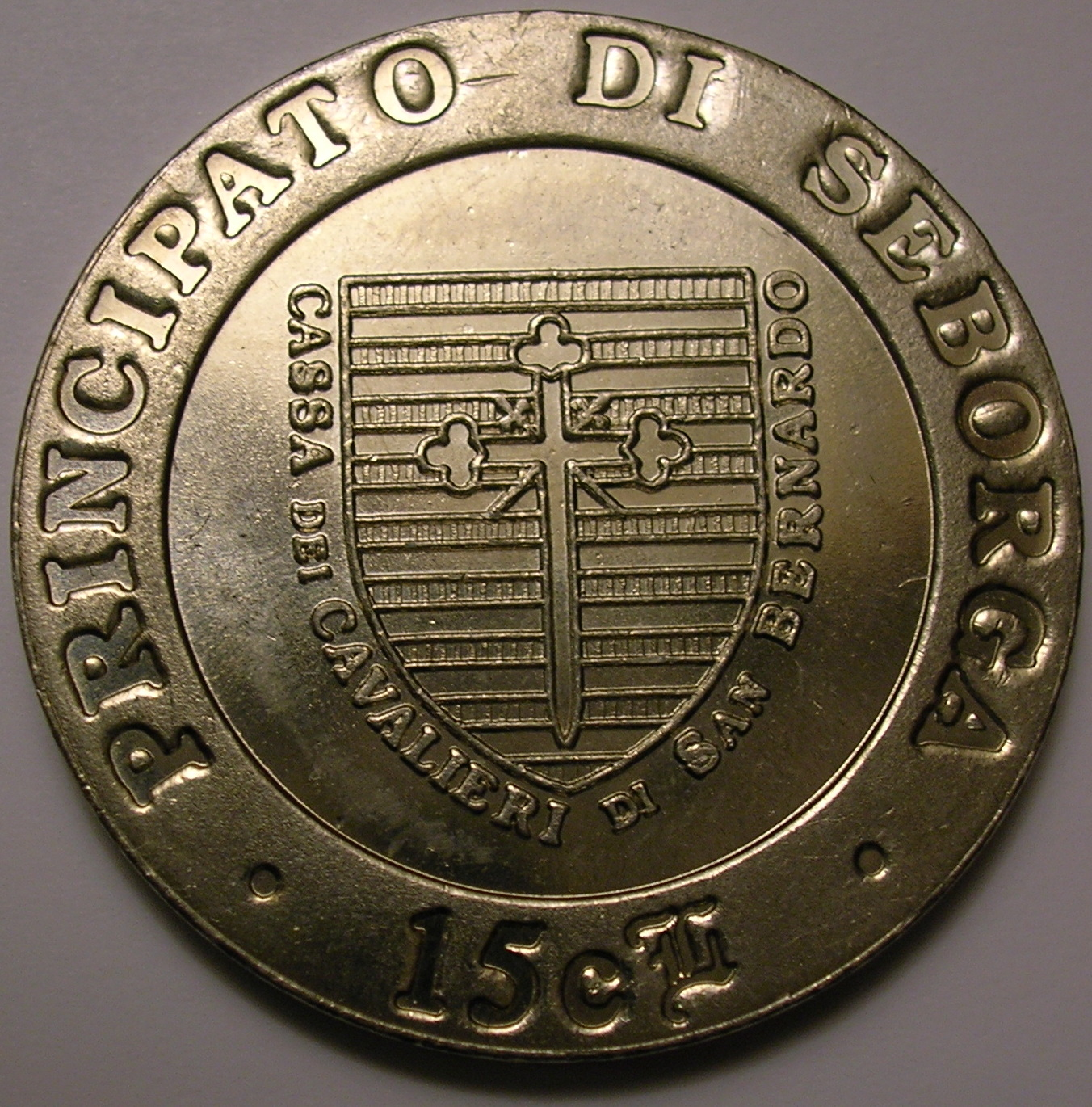
Revers del luigino de Seborga
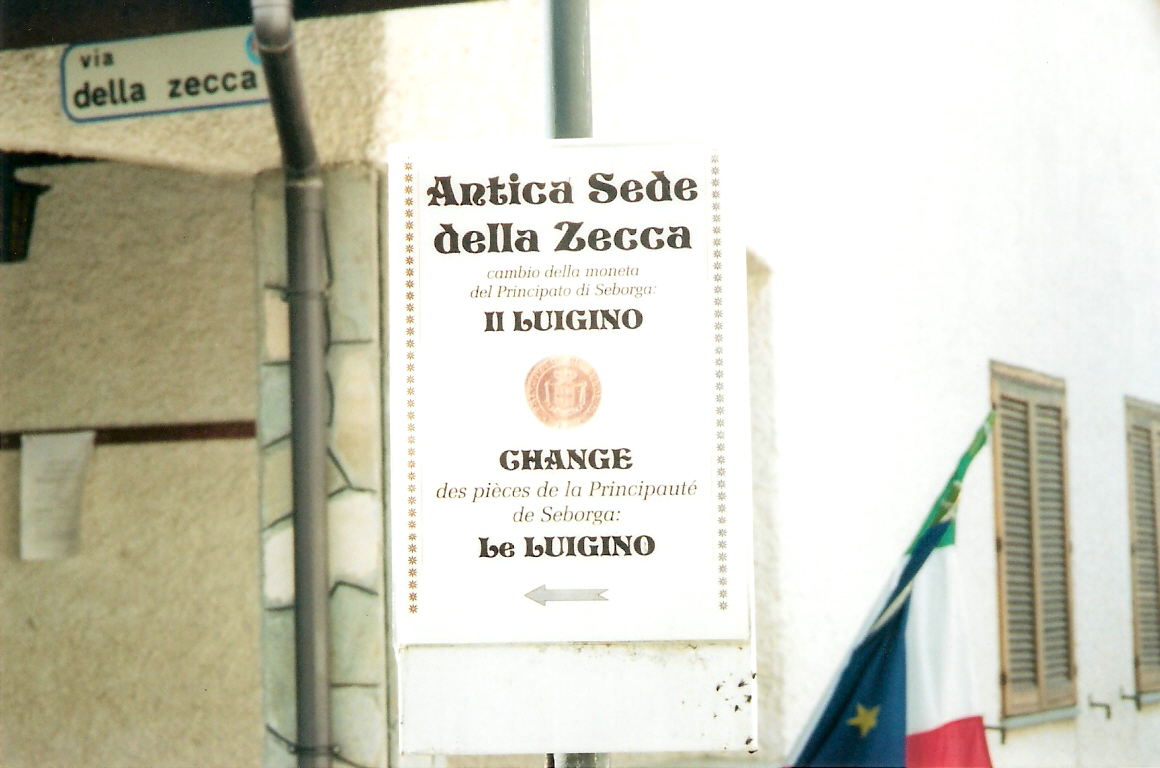
Rètol de casa de moneda per el luigino de Seborga